# 御製滿洲蒙古漢字三合切音清文鑑
《御製滿洲蒙古漢字三合切音清文鑑》，亦作《御製滿珠蒙古漢字三合切音清文鑑》，是乾隆年間編修的滿蒙漢三語詞典，以《御製增訂清文鑑》為藍本編成，大約收錄13870條詞語，分為36部288类。